# Hồ Thành Việt
Hồ Thành Việt (20 tháng 7 năm 1955 tại Nha Trang - 28 tháng 8 năm 2003) (còn có tên tiếng Anh là John Ho) là một kỹ sư điện toán người Mỹ gốc Việt. Ông là người thành lập công ty VNI (Vietnam-International), và ông cũng là người đã phát minh cách bỏ dấu tiếng Việt trên máy tính PC và công bố kết quả năm 1986 với việc cho ra mắt bộ chữ VNI (gồm font chữ theo bảng mã VNI và cách đánh máy theo chuẩn VNI), đánh dấu một bước tiến lớn trong lĩnh vực xuất bản sách báo tiếng Việt. Nhờ vào những thành tựu đó của ông, ông được nhiều người nhìn nhận như người cha đẻ của việc đưa chữ Việt vào máy điện toán.

## Tiểu sử
Trước năm 1975, ông Việt là một sĩ quan của Tiểu đoàn 7 Thủy Quân Lục Chiến, quân lực Việt Nam Cộng Hòa 8 tháng 9 năm 2003-23-1.cfm. Năm 1975, Hồ Thành Việt qua Mỹ trong khi cả gia đình còn ở lại Việt Nam.
Năm 1984, ông tốt nghiệp kỹ sư điện tại Đại học California State, Fullerton.
Từ năm 1979, ông bắt đầu nghiên cứu về việc đưa chữ Việt vào máy tính và đến năm 1986, ông chính thức cho phát hành bộ chữ Việt đầu tiên, bộ chữ VNI, lúc đầu đi kèm với công cụ soạn thảo văn bản VNI-Word cho hệ điều hành MS-DOS. Sau này bộ gõ VNI và font chữ VNI dùng chung với những phần mềm có sẵn như: Microsoft Word, Wordstar, dBASE, WordPerfect, Ventura Publisher, CorelDRAW, Adobe Photoshop, v.v... và chữ Việt được in trên máy in kim (Dot matrix) để dùng trong lĩnh vực xuất bản sách báo Việt ngữ, sau này in được trên máy in laser.
Năm 1995, công ty VNI của ông phát hành bộ phần mềm "VNI-Tân Kỳ for Windows" bao gồm font chữ và cách nhập liệu dùng cho Windows Workstation 3.1 và Windows 95 với cách đánh dấu tiếng Việt mới có khả năng "tự sửa chữa" cùng khả năng chuyển các bảng mã Việt khác nhau. Cùng với bộ bảng mã đi sau như TCVN (cũng dùng một nguyên tắc giống như trong VISCII và VPS) và cách đánh chữ theo chuẩn ABC phát hành tại miền Bắc Việt Nam, bộ font VNI-Tân Kỳ của Hồ Thành Việt là một trong hai bộ chữ Việt trong Hệ điều hành Windows 95 được phổ biến rộng rãi ở Việt Nam thời kỳ đó. Năm 2000, bộ "VNI-Tan Viet 2000 UNICODE" được cải tiến để sử dụng được trên mọi hệ điều hành.
Hồ Thành Việt mất tại nhà riêng ở Fountain Valley, California, Hoa Kỳ vào ngày 28 tháng 8 năm 2003.

## Đóng góp cho văn hóa Việt
Nhờ phát minh của ông với font chữ VNI, lần đầu tiên tiếng Việt có thể viết và đọc trên máy tính, vào buổi bình minh của công nghệ máy tính, sự kiện này ảnh hưởng trực tiếp đến sự phát triển ngành xuất bản sách báo tiếng Việt được thuận lợi và dễ dàng hơn.
Hồ Thành Việt đã ngày đêm miệt mài trong việc nghiên cứu để đưa chữ Việt tiến đến mức ngang hàng với các ngôn ngữ chính trên thế giới được sử dụng trong hệ thống máy tính và công ty VNI vẫn không ngừng triển khai các áp dụng phần mềm của VNI để phục vụ khách hàng. Cho đến nay, mặc dù đã có bảng mã chữ Unicode (UTF-7 và UTF-8) rất phổ biến, nhưng bộ chữ VNI vẫn có độ tương thích cao và được ưu tiên sử dụng để thể hiện tiếng Việt trong rất nhiều phần mềm ứng dụng và đặc biệt trong ngành ấn loát và xuất bản sách báo tiếng Việt.
Ngoài lãnh vực xuất bản, sách báo, kỹ sư Hồ Thành Việt và công ty VNI đã thực hiện nhiều phần mềm cho những lĩnh vực khác như phim ảnh, karaoke... các bộ từ điển Việt-Anh và Anh-Việt, từ điển phát âm VNI, VNI-Karaoke (để viết và làm chữ chạy trong các băng đĩa karaoke), WebEye 2000 (xem tất cả bảng mã Việt trên máy tính và trên Internet), Lịch Ông Đồ (lịch đối chiếu dương lịch và âm lịch bằng máy tính được soạn từ năm 1901 tới năm 2049), phần mềm hướng dẫn thiếu nhi hải ngoại học tiếng Việt... Và trang web: www.vnisoft.com của ông đã trở thành quen thuộc với nhiều người sử dụng máy tính.

## Nhận xét và đánh giá
- Trọng Minh, Tạp chí Quê Hương số 239: Phải vô tư mà nhìn nhận rằng, sự cải tiến bộ chữ Việt VNI đã ảnh hưởng trực tiếp đến sự phát triển ngành xuất bản sách báo Việt ngữ trong những năm gần đây, nếu nhìn xa hơn một chút chúng ta sẽ thấy bộ chữ Việt VNI đã giữ một vai trò trọng yếu trong việc phát triển nền văn hoá Việt tộc... Đối với ngành xuất bản báo Việt thì đây là giai đoạn chữ Việt chúng ta in ngang hàng với những ngôn ngữ khác.